# Zack Stentz
Zack Stentz est un scénariste américain.

## Filmographie

### Cinéma
- 2003 : Cody Banks, agent secret de Harald Zwart
- 2011 : Thor de Kenneth Branagh
- 2011 : X-Men : Le Commencement de Matthew Vaughn
- 2019 : Le Bout du monde de  McG
- 2020 : Big Trouble in Little China (annoncé)

### Télévision
- 2000–2005 : Andromeda (40 épisodes)
- 2020-2022 : Jurassic World : La Colo du Crétacé (animation, 49 épisodes)